# Heinrich Wintzer

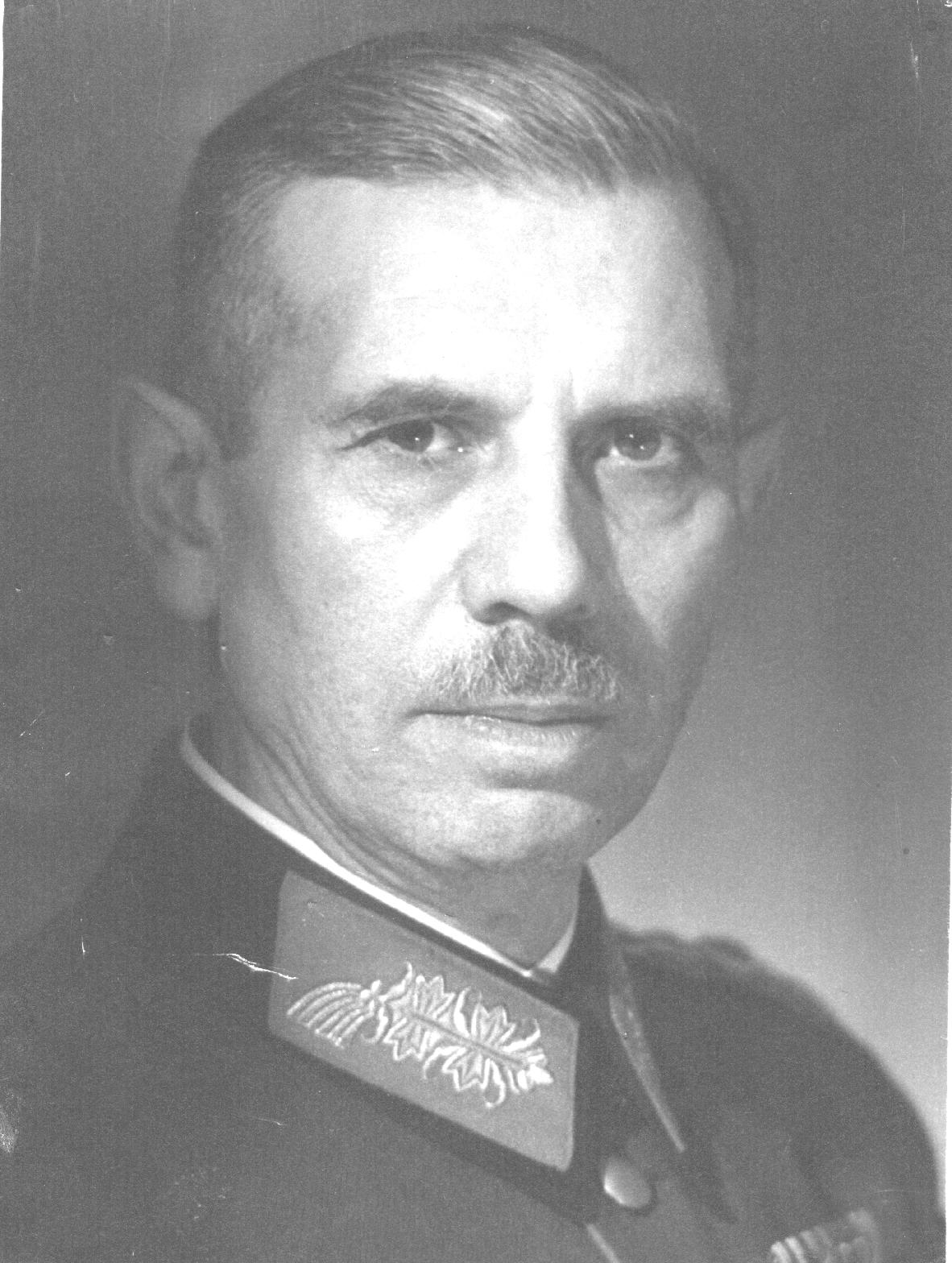
Heinrich Wintzer, 1942

Heinrich Wintzer (* 9. Januar 1892 in Magdeburg; † 10. Januar 1947 in Garmisch-Partenkirchen) war ein deutscher Generalleutnant im Zweiten Weltkrieg.

## Leben

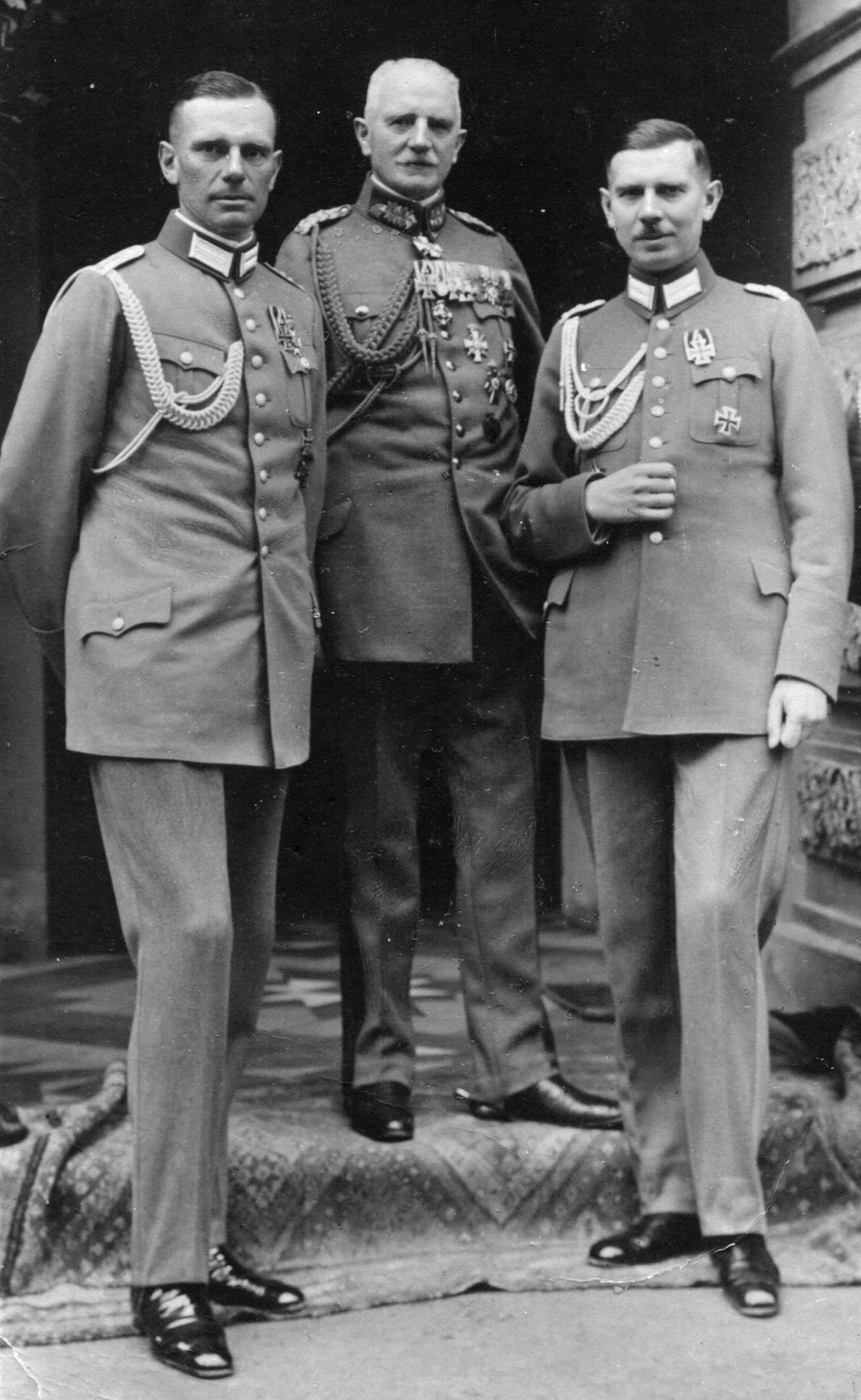
Heinrich Wintzer (rechts) mit seinem Vater Carl und seinem Bruder Karl Ulrich, 1933

Wintzer wurde als Sohn des Generalmajors Carl Wintzer (1860–1943) und seiner Frau Marie von Stillfried-Rattonitz (1870–1901) geboren. Er heiratete 1927 Gisela von Velsen, eine Tochter des preußischen Regierungspräsidenten Friedrich von Velsen (1871–1953).
Er trat 1910 als Fahnenjunker in das 1. Kurhessische Feldartillerie-Regiment Nr. 11 ein und diente bis zum Beginn des Ersten Weltkriegs in verschiedenen Regimentern.

### Erster Weltkrieg
Zunächst als Leutnant an der Westfront in Frankreich eingesetzt nahm Wintzer von Kriegsbeginn an zahlreichen Schlachten teil, so 22. bis 23. August 1914 an der Schlacht bei Neufchâteau, 24. bis 29. August 1914 an der Schlacht an der Maas, 30. August bis 5. September 1914 an der Verfolgung von der Maas zur Marne, und schließlich 6. bis 11. September 1914 an der Marneschlacht. Bis Juli 1916 folgte eine große Zahl von Stellungskämpfen, darunter 21. Februar bis 20. März 1915 die Winterschlacht in der Champagne. Am 15. März 1915 wurde er zum Oberleutnant befördert.
Im Juli 1916 wurde Wintzer als Adjutant des Chefs des Stabes zur Kaukasusarmee versetzt und nahm mit ihr vom 28. August 1916 bis 9. Januar 1918 an den Stellungskämpfen der Kaukasusfront teil, darunter am 31. Oktober 1916 Gefechte bei Tisebchu und 28. Januar 1917 Beschießung von Kerasund. Am 9. Februar 1918 wurde er Adjutant der Führerschule für Generale und Generalstabsoffiziere in Konstantinopel.
Am 18. August 1918 zum Hauptmann befördert kehrte Wintzer an die Westfront zurück und nahm mit dem 3. Rheinischen Feldartillerie-Regiment Nr. 83 an den Stellungskämpfen in den Argonnen und der Schlacht zwischen Argonnen und Maas teil. Nach dem Abschluss des Waffenstillstands am 11. November 1918 trat er mit seiner Truppe den Rückmarsch durch Lothringen, Pfalz, Baden und Württemberg an.

### Zwischenkriegszeit
Wintzer gehörte zu dem kleinen Kreis von Offizieren, die nach dem Ende des Ersten Weltkriegs in das 100.000-Mann-Heer der Reichswehr übernommen wurden.
1919 war er zunächst Verbindungsoffizier zur Weimarer Nationalversammlung und diente anschließend ab 1. Oktober 1921 im Reichswehrministerium als Angehöriger des Truppenamts der Heeresabteilung. Truppenamt war die Tarnbezeichnung für den im Versailler Vertrag verbotenen Generalstab.
Am 1. Juli 1924 wurde er Chef der 8. Batterie im 6. (Preußisches) Artillerie-Regiment in Hannover. Von 1927 bis 1930 diente er im Stab Gruppenkommando 1 (Berlin). Von 1930 bis 1933 bekleidete er verschiedene Funktionen im Reichswehrministerium. Er wurde am 1. November 1930 zum Major und am 1. Mai 1933 zum Oberstleutnant befördert. Vom 1. Juli 1933 an war er Abteilungskommandeur III im Artillerie-Regiment 6 und wurde am 1. April 1935 zum Oberst befördert. Am 1. Oktober 1935 wurde Wintzer Stadtkommandant von Groß-Hamburg, am 1. Oktober 1936 Kommandeur des Artillerie-Regiments 30. Am 1. Januar 1938 zur Wehrwirtschafts-Inspektion I versetzt, wurde er am 1. Oktober 1938 zum Generalmajor befördert.

### Zweiter Weltkrieg
Im April 1940 wurde Wintzer Chef des Wehrwirtschaftsstabs Norwegen, ab dem 1. Oktober 1940 mit dem Charakter als Generalleutnant, gefolgt von der formalen Beförderung am 1. Oktober 1941. Am 1. Dezember 1942 wurde er Inspekteur der Wehrwirtschafts- und Rüstungs-Inspektion I. Nach einigen Monaten bei der Führerreserve im Oberkommando des Heeres diente er im September und Oktober 1944 als Rheinkommandant II (Düsseldorf) und von November 1944 bis Kriegsende als Inspekteur der Wehrersatz-Inspektion Münster.

### Kriegsgefangenschaft
Im April 1945 wurde Wintzer bei Gifhorn durch US-amerikanische Truppen gefangen genommen und blieb bis zu seinem Tod in der Kriegsgefangenschaft, zunächst in Allendorf bei Marburg, später in Neu-Ulm und ab 1. September 1946 in Garmisch-Partenkirchen, wo er am 10. Januar 1947 einem Herzleiden erlag.

## Auszeichnungen
- Eisernes Kreuz (1914) II. Klasse[1] am 9. September 1914
- Eisernes Kreuz (1914) I. Klasse[1] am 9. Juli 1916
- Türkischer Eiserner Halbmond[1] am 6. Dezember 1916
- Kriegsverdienstkreuz (1939) II. Klasse mit Schwertern am 4. Juli 1940
- Kriegsverdienstkreuz (1939) I. Klasse mit Schwertern am 9. November 1941

## Werke
- Das deutsche Offizierkorps von 1918-1945. Weg und Schicksal, abgefasst in der amerikanischen Kriegsgefangenschaft von 1945 bis 1947 (Manuskript)